# Badminton-Afrikameisterschaft 2006
Die Badminton-Afrikameisterschaft 2006 war die 13. Auflage der Titelkämpfe im Badminton auf dem afrikanischen Kontinent. Sie fand vom 3. bis 10. Dezember 2006 in Algier statt.

## Austragungsort
- Salle OMS El Biar

## Medaillengewinner
| Disziplin    | Gold | Silber | Bronze |
| ------------ | --- | --- | --- |
| Herreneinzel | Nabil Lasmari | Eli Mambwe | Chris Dednam                                                                                                   |
| Herreneinzel | Nabil Lasmari | Eli Mambwe | Willem Viljoen                                                                                                 |
| Dameneinzel  | Juliette Ah-Wan | Stacey Doubell | Karen Foo Kune                                                                                                 |
| Dameneinzel  | Juliette Ah-Wan | Stacey Doubell | Hadia Hosny |
| Herrendoppel | Roelof Dednam Chris Dednam | Willem Viljoen Dorian James | Karim Rezig Ammar Zeradine                                                                                     |
| Herrendoppel | Roelof Dednam Chris Dednam | Willem Viljoen Dorian James | Georgie Cupidon Steve Malcouzane                                                                               |
| Damendoppel  | Michelle Edwards Stacey Doubell | Juliette Ah-Wan Catherina Paulin | Amrita Sawaram Karen Foo Kune                                                                                  |
| Damendoppel  | Michelle Edwards Stacey Doubell | Juliette Ah-Wan Catherina Paulin | Hadia Hosny Alaa Youssef                                                                                       |
| Mixed        | Georgie Cupidon Juliette Ah-Wan | Dorian James Michelle Edwards | Kareem Shedeed Alaa Youssef                                                                                    |
| Mixed        | Georgie Cupidon Juliette Ah-Wan | Dorian James Michelle Edwards | Nabil Lasmari Rajae Rochdy                                                                                     |
| Team         | Südafrika Robert Abrahams Chris Dednam Roelof Dednam Dorian James Willem Viljoen Chantal Botts Stacey Doubell Michelle Edwards Kerry-Lee Harrington Charné du Preez | Algerien Maamar Abdet Zeradine Ammar Salim Belmahi Fateh Bettahar Salaheddine Boumoussa Mahlous Mohammed Karim Rezig Sid Ali Tabariten Ryma Boudellaa Fatma Brahimi Hakima Cherifi | Seychellen Georgie Cupidon Steve Malcouzane Juliette Ah-Wan Danielle Jupiter Catherina Paulin Sherley Sedgwick |
| Team         | Südafrika Robert Abrahams Chris Dednam Roelof Dednam Dorian James Willem Viljoen Chantal Botts Stacey Doubell Michelle Edwards Kerry-Lee Harrington Charné du Preez | Algerien Maamar Abdet Zeradine Ammar Salim Belmahi Fateh Bettahar Salaheddine Boumoussa Mahlous Mohammed Karim Rezig Sid Ali Tabariten Ryma Boudellaa Fatma Brahimi Hakima Cherifi | Mauritius Lloyd Alam Sahir Edoo Vishal Sawaram Karen Foo Kune Amrita Sawaram Marlyse Marquer                   |

## Herreneinzel
- Robert Abrahams –  Michael Sam: w.o.
- Isaak Okine –  Sif Addin Amine: w.o.
- Daniel Pacheko –  Kaspar Kapp: w.o.
- Mamo Tewodros –  Muka Hamoonga: w.o.
- Samuel Wiafe –  Mohammed Mehlous: w.o.
- Richmond Odonkor Jurgen –  Mamer Abdet: w.o.
- Abraham Wogute –  David Klamt: w.o.
- Vladimir Stepanenko –  F. Betahar: w.o.
- Abdelrahman Kashkal –  Abdala Amir: w.o.
- Mohamed Elsead –  Aekkaphong Wisetpunpong: w.o.
- Aaron Atah –  Solomon Mensah Nyarko: w.o.
- Karim Rezig –  Ali Gok: w.o.
- Amir Shapira –  Tsotsi Oteng: w.o.
- Salim Belmahy –  Bomo Guy: w.o.
- Nabil Lasmari –  Hardy Owono: w.o.
- Robert Abrahams –  Hafid Karj: w.o.
- Juma Muwowo –  Gasethata Gondo: w.o.
- Daniel Pacheko –  Isaak Okine: w.o.
- Chris Dednam – ?: w.o.
- Samuel Wiafe –  Mamo Tewodros: w.o.
- Elkaadery Zakaria –  Vishal Sawaram: w.o.
- Abraham Wogute –  Richmond Odonkor Jurgen: w.o.
- Abdelrahman Kashkal –  Vladimir Stepanenko: w.o.
- Willem Viljoen –  Wail Al-Saleim: w.o.
- Aaron Atah –  Mohamed Elsead: w.o.
- Edwin Ekiring –  Fernandes Rohyl: w.o.
- Karim Rezig –  Amir Shapira: w.o.
- Eli Mambwe –  Med Rami Ibrahim: w.o.
- Salim Belmahy –  H. Erraji: w.o.
- Steve Malcouzane –  Roelof Dednam: w.o.
- Nabil Lasmari –  Robert Abrahams: w.o.
- Daniel Pacheko –  Juma Muwowo: w.o.
- Chris Dednam –  Samuel Wiafe: w.o.
- Elkaadery Zakaria –  Abraham Wogute: w.o.
- Willem Viljoen –  Abdelrahman Kashkal: w.o.
- Aaron Atah –  Edwin Ekiring: w.o.
- Eli Mambwe –  Karim Rezig: w.o.
- Steve Malcouzane –  Salim Belmahy: w.o.
- Nabil Lasmari –  Daniel Pacheko: w.o.
- Chris Dednam –  Elkaadery Zakaria: w.o.
- Willem Viljoen –  Aaron Atah: w.o.
- Eli Mambwe –  Steve Malcouzane: w.o.
- Nabil Lasmari –  Chris Dednam: w.o.
- Eli Mambwe –  Willem Viljoen: w.o.
- Nabil Lasmari –  Eli Mambwe: w.o.

## Dameneinzel
- Karen Foo Kune –  Theresa Tetteh: w.o.
- Adharsh Ramakrishnan –  Danielle Jupiter: w.o.
- Leungo Tshweneetsile –  Delphine Nakanyika: w.o.
- ? –  Dina Nagy: w.o.
- Kerry-Lee Harrington –  Ashrat Kgakilelo: w.o.
- Rita Namusisi –  Martha Forsen: w.o.
- Juliette Ah-Wan –  Ryma Boudalaa: w.o.
- Alaa Youssef –  Arba Nawar: w.o.
- Neo Nchenga –  Abdalah Suzan: w.o.
- Stacey Doubell –  Noran Hassan El Banna: w.o.
- ? –  Manyazewal Mistre: w.o.
- Amrita Sawaram –  Evelyn Advona Botwe: w.o.
- Joyce Line Davies –  Rose Nakalya: w.o.
- Hadia Hosny – ?: w.o.
- Rajae Rochdy –  Sherley Sedwick: w.o.
- Siamu Pangla Olga –  Nischay Jairaj: w.o.
- Karen Foo Kune –  Adharsh Ramakrishnan: w.o.
- Juliette Ah-Wan –  Leungo Tshweneetsile: w.o.
- Kerry-Lee Harrington –  Rita Namusisi: w.o.
- Juliette Ah-Wan –  Alaa Youssef: w.o.
- Stacey Doubell –  Neo Nchenga: w.o.
- Amrita Sawaram – ?: w.o.
- Hadia Hosny –  Joyce Line Davies: w.o.
- Rajae Rochdy –  Siamu Pangla Olga: w.o.
- Karen Foo Kune – ?: w.o.
- Juliette Ah-Wan –  Kerry-Lee Harrington: w.o.
- Stacey Doubell –  Amrita Sawaram: w.o.
- Hadia Hosny –  Rajae Rochdy: w.o.
- Juliette Ah-Wan –  Karen Foo Kune: w.o.
- Stacey Doubell –  Hadia Hosny: w.o.
- Juliette Ah-Wan –  Stacey Doubell: w.o.

## Herrendoppel
- Kashkal Abd /  Kareem Ahmed –  Belmahi Salim /  Tabariten Sid Ali: w.o.
- Alex Almayheuz /  Tewodros Teddy –  Hafid Karj / Elkhadery Zakaria: w.o.
- Ammar Zeradine /  Karim Rezig –  Marcos Agua /  P. Edgar Mauricio Rojas: w.o.
- Edwin Ekiring /  Abraham Wogute –  Maamar Abdet /  : w.o.
- Sahir Edoo /  Vishal Sawaram – Bomo Guy / Ali Gok: w.o.
- Chris Dednam /  Roelof Dednam –  Samuel Wiafe /  Solomon Mensah Nyarko: w.o.
- Kashkal Abd /  Kareem Ahmed –  /  Adu Martin: w.o.
- Georgie Cupidon /  Steve Malcouzane –  Awowg Kodo /  Tamara Otene: w.o.
- Ramy Ibrahim /  Mohamed Sayed –  Alex Almayheuz /  Tewodros Teddy: w.o.
- Ammar Zeradine /  Karim Rezig –  Sajayan Poyyathara Balan /  M. Rizki Alvares: w.o.
- Eli Mambwe /  Juma Muwowo –  Edwin Ekiring /  Abraham Wogute: w.o.
- Sahir Edoo /  Vishal Sawaram –  Michael Sam /  Richmond Odonkor Jurgen: w.o.
- Dorian James /  Willem Viljoen –  Sif Edine Amine /  Abdala Amir: w.o.
- Chris Dednam /  Roelof Dednam –  Kashkal Abd /  Kareem Ahmed: w.o.
- Georgie Cupidon /  Steve Malcouzane –  Ramy Ibrahim /  Mohamed Sayed: w.o.
- Ammar Zeradine /  Karim Rezig –  Eli Mambwe /  Juma Muwowo: w.o.
- Dorian James /  Willem Viljoen –  Sahir Edoo /  Vishal Sawaram: w.o.
- Chris Dednam /  Roelof Dednam –  Georgie Cupidon /  Steve Malcouzane: w.o.
- Dorian James /  Willem Viljoen –  Ammar Zeradine /  Karim Rezig: w.o.
- Chris Dednam /  Roelof Dednam –  Dorian James /  Willem Viljoen: w.o.

## Damendoppel
- Alaa Youssef /  Hadia Hosny –  Mekdes /  Manyazewal Mistre: w.o.
- Delphine Nakanyika /  –  Batwe /  Aisha Galuh Maheswari: w.o.
- Juliette Ah-Wan /  Catherina Paulin –  Dupreez /  K. L. Hamington: w.o.
- Marlyse Marquer /   Jagriti Nashier –  Dominik Stebnicki /  Theresa Tetteh: w.o.
- Dina Nagy /  H. Nournan –  Rose Nakalya /  Rita Namusisi: w.o.
- Amrita Sawaram /  Karen Foo Kune –  Danielle Jupiter /  R. Sedwink: w.o.
- Fatub Syahrinda /  Sara Tuomala –  N. Arba /  Rajae Rochdy: w.o.
- Michelle Edwards /  Stacey Doubell –  H. Cherifi /  F. Brahimi: w.o.
- Alaa Youssef /  Hadia Hosny –  Delphine Nakanyika / : w.o.
- Juliette Ah-Wan /  Catherina Paulin –  Marlyse Marquer /   Jagriti Nashier: w.o.
- Amrita Sawaram /  Karen Foo Kune –  Dina Nagy /  H. Nournan: w.o.
- Michelle Edwards /  Stacey Doubell –  Fatub Syahrinda /  Sara Tuomala: w.o.
- Juliette Ah-Wan /  Catherina Paulin –  Alaa Youssef /  Hadia Hosny: w.o.
- Michelle Edwards /  Stacey Doubell –  Amrita Sawaram /  Karen Foo Kune: w.o.
- Michelle Edwards /  Stacey Doubell –  Juliette Ah-Wan /  Catherina Paulin: w.o.

## Mixed
- Georgie Cupidon /  Juliette Ah-Wan –  Tewodros Assega /  Mekdes: w.o.
- Vishal Sawaram /  Amrita Sawaram –  Tabariten Sid Ali / : w.o.
- Roelof Dednam /  Kerry-Lee Harrington –  Sif Edine Amine /  Abdalah Suzan: w.o.
- Abdelrahman Kashkal /  Hadia Hosny –  Tsotsi Oteng /  Kgalalelo Kegakilwe: w.o.
- Eli Mambwe /  Ogar Siamupangila –  Ramy Ibrahim /  Dina Nagy: w.o.
- Bernard Gondo /  Leungo Tshweneetsile –  /  Fatma Zohra Brahimi: w.o.
- Chris Dednam /  Stacey Doubell –  Richmond Odonkor Jurgen /  Evelyn Advona Botwe: w.o.
- Nabil Lasmari /  Rajae Rochdy –  Lloyd Alam / : w.o.
- Michael Sam /  –  Aekkaphong Wisetpunpong /  Manyazewal Mistre: w.o.
- Aaron Atah /  Ryma Boudalaa –  Awowg Kodo /  Cookey Mswani: w.o.
- Mohamed Elsead /  Noran Hassan El Banna –  Sekhar Chandra Biswas /  Theresa Tetteh: w.o.
- Kareem Ahmed /  Alaa Youssef –  Sahir Edoo /  Karen Foo Kune: w.o.
- Juma Muwowo /  Delphine Nakanyika –  Abraham Wogute /  Rose Nakalya: w.o.
- Steve Malcouzane /  Catherina Paulin –  H. Erraji / N. Harrag: w.o.
- Mpiwa Basenogile /  Nchinga –  Hafid Karj /  Arba Nawar: w.o.
- Dorian James /  Michelle Edwards –  Kaspar Kapp /  Aisha Galuh Maheswari: w.o.
- Georgie Cupidon /  Juliette Ah-Wan –  Vishal Sawaram /  Amrita Sawaram: w.o.
- Roelof Dednam /  Kerry-Lee Harrington –  Abdelrahman Kashkal /  Hadia Hosny: w.o.
- Eli Mambwe /  Ogar Siamupangila –  Bernard Gondo /  Leungo Tshweneetsile: w.o.
- Nabil Lasmari /  Rajae Rochdy –  Chris Dednam /  Stacey Doubell: w.o.
- Aaron Atah /  Ryma Boudalaa –  Michael Sam / : w.o.
- Kareem Ahmed /  Alaa Youssef –  Mohamed Elsead /  Noran Hassan El Banna: w.o.
- Steve Malcouzane /  Catherina Paulin –  Juma Muwowo /  Delphine Nakanyika: w.o.
- Dorian James /  Michelle Edwards –  Mpiwa Basenogile /  Nchinga: w.o.
- Georgie Cupidon /  Juliette Ah-Wan –  Roelof Dednam /  Kerry-Lee Harrington: w.o.
- Nabil Lasmari /  Rajae Rochdy –  Eli Mambwe /  Ogar Siamupangila: w.o.
- Kareem Ahmed /  Alaa Youssef –  Aaron Atah /  Ryma Boudalaa: w.o.
- Dorian James /  Michelle Edwards –  Steve Malcouzane /  Catherina Paulin: w.o.
- Georgie Cupidon /  Juliette Ah-Wan –  Nabil Lasmari /  Rajae Rochdy: w.o.
- Dorian James /  Michelle Edwards –  Kareem Ahmed /  Alaa Youssef: w.o.
- Georgie Cupidon /  Juliette Ah-Wan –  Dorian James /  Michelle Edwards: w.o.